# 马耳他地理
马耳他共和国是南欧地中海中部的一个岛国，有“地中海心脏”之称，战略地位重要。土地面积316平方公里，主要由马耳他岛、戈佐岛和科米诺岛三座有人居住岛屿，其他较大的岛屿还有科米诺托岛和菲尔夫拉岛。其中马耳他岛面积最大，为246平方公里。首都瓦莱塔位于马耳他岛东部沿岸。

## 地形
马耳他岛地势西高东低，丘陵起伏，间有小块盆地，无大片森林，无常年有水的河流或湖泊，淡水资源缺乏。海岸线曲折，多港湾。

## 島嶼
另見：馬爾他諸島

## 氣候
马耳他属亚热带地中海式气候。全年分夏季（5月～10月）和冬季（11月～次年4月）两季，夏季炎热干燥，冬季温和湿润。年平均气温21.3℃。年平均降水量560毫米。

## 環境問題
馬爾他因為缺乏淡水資源的因素，有越來越依賴海水淡化處理的趨勢。